# María del Carmen Angoloti y Mesa
María del Carmen Angoloti y Mesa (Madrid, 7 septembre 1875 - Madrid, 4 novembre 1959) était une aristocrate espagnole, duchesse de Victoria et comtesse de Luchana par son mariage avec Pablo Montesinos Espartero, troisième duc de Victoria. Elle est dame d'honneur de la reine Victoire-Eugénie de Battenberg depuis le 2 janvier 1911 et noble dame de l'ordre de Marie Louise. Elle organisa les activités de la Croix-Rouge espagnole pendant la guerre du Rif, fut inspectrice générale des hôpitaux du Maroc espagnol entre 1924 et 1927 et présidente des hôpitaux de la Croix-Rouge en Espagne à partir de 1939,,.

## Biographie
Elle était la fille de Carmen Mesa et de Joaquín Angoloti y Merlo, sénateur de la province d'Ourense et président de la chambre de commerce de Madrid. Elle rejoint la Croix-Rouge en 1913, collabore à la mise en place du réseau d'hôpitaux de la Croix-Rouge en Espagne et reçoit elle-même le titre d'infirmière de la Croix-Rouge en 1920.
En 1921, alors qu'elle passe ses vacances d'été à Saint-Sébastien, la nouvelle de la défaite de l'armée espagnole, connue sous le nom de "désastre annuel", est annoncée. La reine Victoire Eugénie de Battenberg décide d'envoyer une mission de secours de la Croix-Rouge à Melilla, en confiant à María del Carmen Angoloti le soin de la diriger, et elle part immédiatement pour la ville à la tête d'un groupe d'infirmières. Une fois à Melilla, et après une première confrontation avec l'officier militaire responsable de la santé, le colonel Francisco Triviño, elle organise un nouveau centre de soins pour les blessés dans lequel elle impose une série de règles de base, parmi lesquelles la classification et le suivi des personnes admises en fonction de la gravité de leurs blessures et non de leur grade militaire, un contrôle strict des périodes post-opératoires, l'amélioration de l'alimentation et un suivi exhaustif du nettoyage et de l'antisepsie, qui étaient très négligés dans les hôpitaux militaires existants. L'activité de María del Carmen Angoloti à la tête de la Croix-Rouge a permis l'ouverture de deux hôpitaux à Melilla, dont le premier, inauguré en 1921, comptait 86 lits ; le second a été ouvert en 1922 et comptait 150 lits. Deux autres hôpitaux provisoires sont ensuite créés, l'un à Larache en 1923 et le second à Tétouan en 1924.
Lors de la proclamation de la Seconde République, elle quitte l'Espagne pour accompagner le roi et la reine dans leur exil à Rome. Pendant la guerre civile espagnole, elle est arrêtée par les républicains, puis relâchée peu après. Cependant, son mari Pablo Montesinos Espartero est fusillé le 3 novembre 1936. En 1939, elle est nommée présidente des hôpitaux de la Croix-Rouge en Espagne, poste qu'elle occupe jusqu'à peu de temps avant sa mort en 1959.

## Vie personnelle
Elle était mariée à Pablo Montesinos Espartero, 3e duc de La Victoria et 3e comte de Luchana, colonel de cavalerie.

## Reconnaissance
Les prix suivants se distinguent :

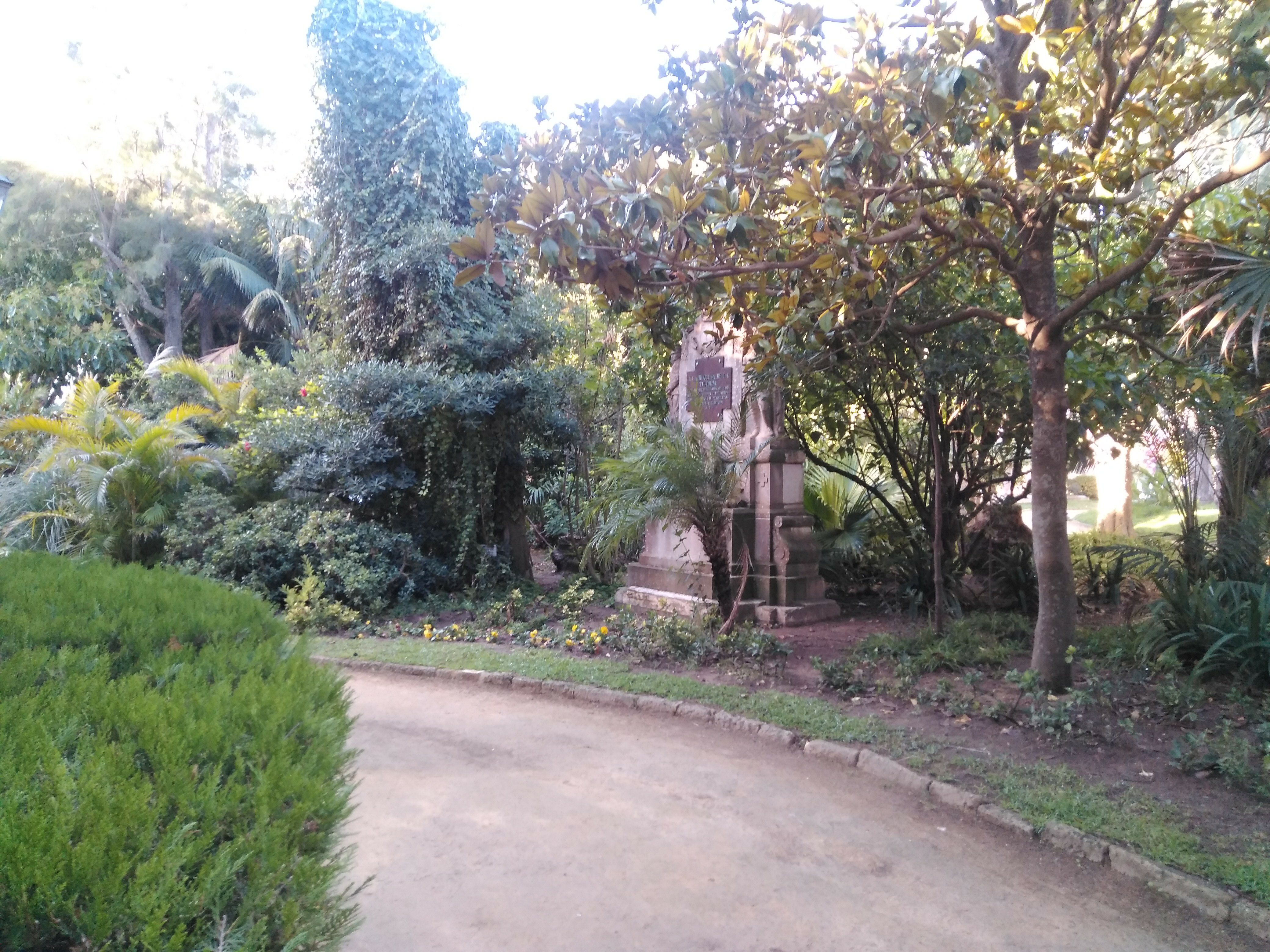
Monument à Cadix

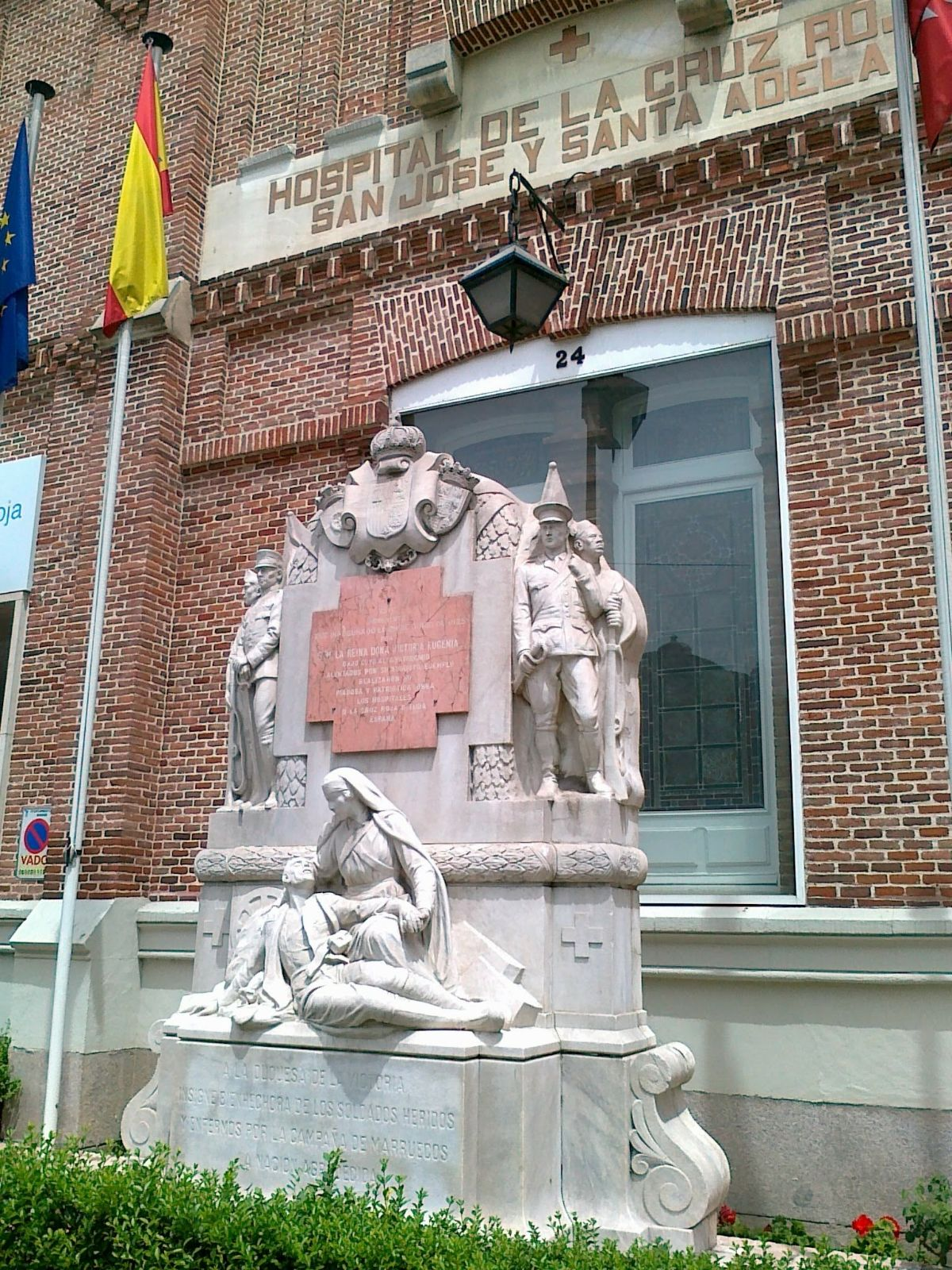
Monument à Madrid

- Croix de l'Ordre civil de la Charité avec insigne blanc, décernée le 22 novembre 1921.
- L'homme politique Indalecio Prieto lui a dédié ces mots émouvants en 1921 :

« Je suis venu avec la duchesse de la Victoire, la seule héroïne de cette guerre, une femme admirable qui a soigné et réconforté les blessés, enveloppé les cadavres, cloué les cercueils. Elle et une demi-douzaine d'autres dames sont les seules de toute l'aristocratie espagnole à avoir combattu à Melilla dans la douleur, en des jours interminables. Les autres sont restées là, pour montrer leurs uniformes d'infirmières dans les solennités, pour être représentées dans les revues graphiques. Elles viennent pendant des heures, pour revenir ce soir et continuer leur travail humanitaire, pour continuer à faire le miracle que leurs blessés sont mieux soignés et mieux nourris que dans les hôpitaux publics. (Original en espagnol) »
- En 1922, un hommage national lui a été rendu pour son action en faveur des soldats espagnols blessés pendant la guerre du Rif, et la ville de Melilla s'est associée à cet hommage en donnant son nom à la rue où se trouve l'hôpital de la Croix-Rouge. Cependant, pendant la dictature franquiste, la rue a été rebaptisée General Mola, en hommage au général de faction. En 1991, le conseil municipal de Melilla a décidé de redonner à la rue son ancien nom, à la demande de l'association culturelle Ateneo de Melilla.
- Le Comité international de la Croix-Rouge lui a décerné la médaille Florence Nightingale pour ses mérites au sein de cette institution[1].
- Grand-Croix du mérite militaire avec insigne rouge. Elle lui a été décernée à Séville le 27 novembre 1925, pour ses soins aux blessés de guerre, la première fois que cette décoration a été décernée à une femme.
- Monument à Madrid situé sur l'avenue de la Reina Victoria. Il représente la duchesse s'occupant d'un blessé, entourée de plusieurs soldats symbolisant les corps qui ont participé à la guerre du Rif : Regulares, Police indigène, Armée péninsulaire et Légion espagnole.
- Monument de la ville de Cadix inauguré en 1925, identique à celui de Madrid.

## Séries télévisées
Elle est l'un des personnages principaux de la série d'Antena 3 Tiempos de guerra, interprétée par Alicia Borrachero.